# Punk Goes Pop Volume 5
Punk Goes Pop Volume 5 is het dertiende compilatiealbum uit de Punk Goes... serie uitgegeven door Fearless Records. Het album bevat covers van populaire popnummers, gespeeld door post-hardcore, metalcore en poppunk bands. Het is uitgegeven op 1 november 2012.

## Nummers
1. "Grenade" (Bruno Mars) - Memphis May Fire
2. "Call Me Maybe" (Carly Rae Jepsen) - Upon This Dawning
3. "Somebody That I Used to Know" (Gotye) - Mayday Parade
4. "Glad You Came" (The Wanted) - We Came as Romans
5. "Some Nights" (fun.) - Like Moths to Flames
6. "Billie Jean" (Michael Jackson) - Breathe Carolina
7. "We Found Love" (Rihanna) - Forever the Sickest Kids
8. "Boyfriend" (Justin Bieber) - Issues
9. "Girls Just Want to Have Fun" (Cyndi Lauper) - The Maine
10. "Payphone" (Maroon 5) - Crown the Empire
11. "Paradise" (Coldplay) - Craig Owens
12. "Mercy" (Kanye West) - The Word Alive
13. "Ass Back Home" (Gym Class Heroes) - Secrets

Punk Goes Metal ·
Punk Goes Pop ·
Punk Goes Acoustic ·
Punk Goes 80's ·
Punk Goes 90's ·
Punk Goes Acoustic 2 ·
Punk Goes Crunk ·
Punk Goes Pop Volume Two ·
Punk Goes Classic Rock ·
Punk Goes Pop Volume 03. ·
Punk Goes X ·
Punk Goes Pop Volume 4 ·
Punk Goes Pop Volume 5 ·
Punk Goes Christmas ·
Punk Goes 90s Vol. 2 ·
Punk Goes Pop Vol. 6 ·
Punk Goes Pop Vol. 7